# Assedio di Gaeta (1806)
L'assedio di Gaeta del 1806 fu l'accerchiamento effettuato alla fortezza di Gaeta da parte dell'armata francese, al cui comando vi era Andrea Massena, e che iniziò alla fine di febbraio durante l'invasione di Napoli, parte della terza coalizione.

## L'assedio
Anche se dopo la fuga del re Ferdinando IV il principe ereditario Francesco, cui era stata data la reggenza, si accordò con i francesi per la cessione delle piazzaforte di Gaeta, insieme a quelle di Napoli e Pescara, il governatore principe di Luigi d'Assia-Philippsthal rifiutò di consegnare la fortezza; egli fece rispondere a Massena che: «Gaeta non è Ulm e il principe di Assia non è il generale Mack» Ebbe quindi inizio un lungo assedio durante il quale la guarnigione dimostrò una fiera resistenza e Massena ebbe gran parte della responsabilità se il suo esercito napoletano restò impegnato in questo assedio per i successivi cinque mesi. Questo impedì a Massena di spedire rinforzi per reprimere la sollevazione scoppiata in Calabria il che permise agli inglesi di sbarcare nella piana di Sant'Eufemia e di ottenere la vittoria nella battaglia di Maida. Comunque i britannici non riuscirono a mettere a frutto questa vittoria o a inviare rinforzi agli assediati e di conseguenza, dopo che Philippsthal (gravemente ferito mentre sulle mura incoraggiava i suoi soldati) il 10 luglio fu evacuato da una fregata inglese e il comando passò al colonnello Holtz, la città venne catturata il 18 luglio 1806 quando l'artiglieria francese riuscì ad aprire una breccia nelle sue difese.

## In seguito
Gaeta fu trasformata in un ducato del Regno napoleonico di Napoli, con il nome francese di Gaete, di cui fu investito nel 1809 il ministro delle finanze Martin-Michel-Charles Gaudin. Gaeta fu l'ultima città in Italia a rimanere fedele a Napoleone; fu solo con il successivo assedio operato da una forza anglo-austriaca, ultima azione della guerra austro-napoletana, che la città fu infine riconquistata.